# Koudekiemer
Een koudekiemer is een plant die uitsluitend kiemt wanneer zij voldoende winterse kou heeft doorstaan. Als het in de winter niet vriest, kan het zaad van een koudekiemer enige tijd in de diepvries worden gelegd. Een voorbeeld van een koudekiemer is de Roomse kervel.